# Isòtops del níquel
El níquel (Ni) es compon de 5 isòtops estables: el 58Ni, el 60Ni, el 61Ni, el 62Ni i el 64Ni amb 58Ni són els més abundants (68.077% d'abundància natural). S'han caracteritzat 18 radioisòtops, i el més estable és el 59Ni, amb un període de semidesintegració de 76.000 anys, el 63Ni amb un període de semidesintegració de 100.1 anys, i el 56Ni amb un període de semidesintegració de 6.077 dies. La resta d'isòtops radioactius tenen període de semidesintegració inferiors a 60 hores i la majoria en tenen període de semidesintegració menors a 30 segons. Aquest element té un isòmer nuclear.
El níquel-56 es produeix en grans quantitats en les supernoves tipus Ia i la forma de la corba de llum d'aquestes supernoves correspon a la de la desintegració del níquel 56 a cobalt-56 i després al ferro-56.
El níquel-59 és un radionúclid cosmogènic de llarga vida amb un període de semidesintegració de 76.000 anys. El 59Ni té moltes aplicacions en geologia isotòpica. El 59Ni s'ha usat per datar l'edat terrestre de meteorits i per a determinar les abundàncies de pols extraterrestre en el gel i en sediments. El níquel-60 és el producte de desintegració del radionúclid extint 60Fe (període de semidesintegració = 1.5 Myr). Ja que el 60Fe té un període de semidesintegració tan llarg, la seva persistència en materials del sistema solar a prou grans concentracions pot haver generat variacions observables en la composició isotòpica del 60Ni. Per tant, l'abundància del 60Ni present en material extraterrestre pot proporcionar proves sobre l'origen del sistema solar en la seva història primerenca. Desgraciadament, els isòtops de Ni semblen distribuir-se heterogèniament en el sistema solar primerenc. Per tant, no hi ha cap informació sobre els excessos de 60Ni.
El níquel-62 té l'energia d'enllaç nuclear més alta per nucleó de tots els isòtops de tots els elements, quan s'inclou la capa electrònica en els càlculs. Es desprèn més energia en la formació d'aquest isòtop que en la formació de qualsevol altre, encara que la fusió pot formar isòtops més pesats. Per exemple, 2 Ca-40 poden fusionar-se en un Kr-80 més 4 electrons alliberant 77 keV per nucleó, però les reaccions que condueixen a la regió ferro/níquel són més probables, ja que desprenen més energia per barió.
El níquel-48, descobert el 1999, és l'isòtop de níquel més ric en protons conegut. Amb 28 protons i 20 neutrons, el 48Ni és un nombre "doblement màgic" (com el 208Pb) i, per tant, rarament estable.
Els isòtops de níquel varien en pes atòmic de 48 u (48-Ni) a 78 u (78-Ni). El període de semidesintegració del níquel-78 s'ha mesurat recentment en 110 mil·lisegons i es creu que és un isòtop important relacionat en la nucleosíntesi de supernoves d'elements més pesats que el ferro.(
Standard atomic mass: 58.6934(2) u.)

## Taula
| Símbol del núclid | Z(p)                | N(n)                | massa isotòpica(u)  | període de semidesintegració | Espín nuclear | composició isotòpics representativa (fracció molar) | rang de variació natural (fracció molar) |
| Símbol del núclid | energia d'excitació | energia d'excitació | energia d'excitació | període de semidesintegració | Espín nuclear | composició isotòpics representativa (fracció molar) | rang de variació natural (fracció molar) |
| ----------------- | ------------------- | ------------------- | ------------------- | ---------------------------- | ------------- | --------------------------------------------------- | ---------------------------------------- |
| 48Ni              | 28                  | 20                  | 48.01975(54)#       | 10# ms [>500 ns]             | 0+            |                                                     |                                          |
| 49Ni              | 28                  | 21                  | 49.00966(43)#       | 13(4) ms [12(+5-3) ms]       | 7/2-#         |                                                     |                                          |
| 50Ni              | 28                  | 22                  | 49.99593(28)#       | 9.1(18) ms                   | 0+            |                                                     |                                          |
| 51Ni              | 28                  | 23                  | 50.98772(28)#       | 30# ms [>200 ns]             | 7/2-#         |                                                     |                                          |
| 52Ni              | 28                  | 24                  | 51.97568(9)#        | 38(5) ms                     | 0+            |                                                     |                                          |
| 53Ni              | 28                  | 25                  | 52.96847(17)#       | 45(15) ms                    | (7/2-)#       |                                                     |                                          |
| 54Ni              | 28                  | 26                  | 53.95791(5)         | 104(7) ms                    | 0+            |                                                     |                                          |
| 55Ni              | 28                  | 27                  | 54.951330(12)       | 204.7(17) ms                 | 7/2-          |                                                     |                                          |
| 56Ni              | 28                  | 28                  | 55.942132(12)       | 6.075(10) d                  | 0+            |                                                     |                                          |
| 57Ni              | 28                  | 29                  | 56.9397935(19)      | 35.60(6) h                   | 3/2-          |                                                     |                                          |
| 58Ni              | 28                  | 30                  | 57.9353429(7)       | ESTABLE [>700E+18 a]         | 0+            | 0.680769(89)                                        |                                          |
| 59Ni              | 28                  | 31                  | 58.9343467(7)       | 7.6(5)E+4 a                  | 3/2-          |                                                     |                                          |
| 60Ni              | 28                  | 32                  | 59.9307864(7)       | ESTABLE                      | 0+            | 0.262231(77)                                        |                                          |
| 61Ni              | 28                  | 33                  | 60.9310560(7)       | ESTABLE                      | 3/2-          | 0.011399(6)                                         |                                          |
| 62Ni              | 28                  | 34                  | 61.9283451(6)       | ESTABLE                      | 0+            | 0.036345(17)                                        |                                          |
| 63Ni              | 28                  | 35                  | 62.9296694(6)       | 100.1(20) a                  | 1/2-          |                                                     |                                          |
| 63mNi             | 87.15(11) keV       | 87.15(11) keV       | 87.15(11) keV       | 1.67(3) µs                   | 5/2-          |                                                     |                                          |
| 64Ni              | 28                  | 36                  | 63.9279660(7)       | ESTABLE                      | 0+            | 0.009256(9)                                         |                                          |
| 65Ni              | 28                  | 37                  | 64.9300843(7)       | 2.5172(3) h                  | 5/2-          |                                                     |                                          |
| 65mNi             | 63.37(5) keV        | 63.37(5) keV        | 63.37(5) keV        | 69(3) µs                     | 1/2-          |                                                     |                                          |
| 66Ni              | 28                  | 38                  | 65.9291393(15)      | 54.6(3) h                    | 0+            |                                                     |                                          |
| 67Ni              | 28                  | 39                  | 66.931569(3)        | 21(1) s                      | 1/2-          |                                                     |                                          |
| 67mNi             | 1007(3) keV         | 1007(3) keV         | 1007(3) keV         | 13.3(2) µs                   | 9/2+          |                                                     |                                          |
| 68Ni              | 28                  | 40                  | 67.931869(3)        | 29(2) s                      | 0+            |                                                     |                                          |
| 68m1Ni            | 1770.0(10) keV      | 1770.0(10) keV      | 1770.0(10) keV      | 276(65) ns                   | 0+            |                                                     |                                          |
| 68m2Ni            | 2849.1(3) keV       | 2849.1(3) keV       | 2849.1(3) keV       | 860(50) µs                   | 5-            |                                                     |                                          |
| 69Ni              | 28                  | 41                  | 68.935610(4)        | 11.5(3) s                    | 9/2+          |                                                     |                                          |
| 69m1Ni            | 321(2) keV          | 321(2) keV          | 321(2) keV          | 3.5(4) s                     | (1/2-)        |                                                     |                                          |
| 69m2Ni            | 2701(10) keV        | 2701(10) keV        | 2701(10) keV        | 439(3) ns                    | (17/2-)       |                                                     |                                          |
| 70Ni              | 28                  | 42                  | 69.93650(37)        | 6.0(3) s                     | 0+            |                                                     |                                          |
| 70mNi             | 2860(2) keV         | 2860(2) keV         | 2860(2) keV         | 232(1) ns                    | 8+            |                                                     |                                          |
| 71Ni              | 28                  | 43                  | 70.94074(40)        | 2.56(3) s                    | 1/2-#         |                                                     |                                          |
| 72Ni              | 28                  | 44                  | 71.94209(47)        | 1.57(5) s                    | 0+            |                                                     |                                          |
| 73Ni              | 28                  | 45                  | 72.94647(32)#       | 0.84(3) s                    | (9/2+)        |                                                     |                                          |
| 74Ni              | 28                  | 46                  | 73.94807(43)#       | 0.68(18) s                   | 0+            |                                                     |                                          |
| 75Ni              | 28                  | 47                  | 74.95287(43)#       | 0.6(2) s                     | (7/2+)#       |                                                     |                                          |
| 76Ni              | 28                  | 48                  | 75.95533(97)#       | 470(390) ms [0.24(+55-24) s] | 0+            |                                                     |                                          |
| 77Ni              | 28                  | 49                  | 76.96055(54)#       | 300# ms [>300 ns]            | 9/2+#         |                                                     |                                          |
| 78Ni              | 28                  | 50                  | 77.96318(118)#      | 120# ms [>300 ns]            | 0+            |                                                     |                                          |